# Textiles Heizsystem
Textile Heizsysteme werden in funktionaler Bekleidung wie Handschuhen und Schuhen für Ski- und Snowboardfahrer, Wanderer und Jäger oder in Jacken und Westen, vor allem aber für Sitzheizungen im Kfz-Bereich angewendet.

## Hintergrund
Seit einigen Jahren werden auch Infrarot-Heizungen aus textilen Heizsystemen erstellt, mit denen z. B. Räume mit sehr niedriger Energieleistung beheizt werden können. Textile Heizsysteme dürfen nicht mit den als nicht sehr effizient bekannten Elektrogebäudeheizung oder Elektroheizungen verwechselt werden, da textile Heizsysteme keine Konvektionswärme („warme Luft“) erzeugen, sondern mit dem Prinzip der Wärmestrahlung funktionieren. Die eingesetzte Energiemenge wird daher mit bis zu 86 % in thermische Energie umgesetzt.
Textile Heizsysteme bestehen aus einem Trägervlies, auf das metallische Leiterbahnen gestickt sind und die mit Spannungen von 9 bis 230 Volt betrieben werden. Die Leiterbahnen sind elektrisch knick- und reißfest isoliert, die Gefahr von Stromschlägen existiert nicht. Durch die geeignete Auswahl von Trägermaterial, Verlegung der Leiterbahnen, Stärke des Energieflusses und die elektronische Steuerung wird ein textiles Heizsystem an die Nutzungsanforderungen angepasst.
Textile Heizsysteme werden hinsichtlich
- Isolation und Widerstand der Leitermaterials
- Elastizität von Vlies und Leitermaterial
- Abschirmung durch Kaschierung von Vlies und Leiter
- Materialauswahl des Trägerstoffs und der Leiterbahnen

auf den angedachten Einsatzzweck optimiert. Die flexiblen Trägermaterialien, z. B. textile Vliese, können zusätzlich auf die Eigenschaften Luftdurchlässigkeit, Atmungsaktivität und Gewicht optimiert werden.

## Textile Heizsysteme und Infrarot-Heizungen
Bei textilen Infrarot-Heizungen wird nicht die Luft erwärmt, sondern der angestrahlte Gegenstand wie Wände, Einrichtungsgegenstände oder auch Personen im Raum wird durch die Strahlungswärme erwärmt. Der Vorteil von textilen Infrarot-Heizung ist, dass keine feuchte Luft an kalte Wände abgegeben wird – die Hauptursache für Schimmel –, sondern der angestrahlte Gegenstand selber erwärmt wird. Zudem fehlt die Konvektion warmer Luft, so dass Staub und Schadstoffe nicht durch Luftzug in den Raum getragen werden.